# A.C. Milan w sezonie 2007/2008

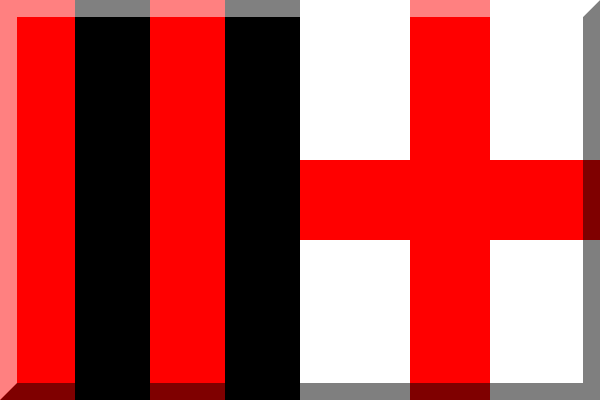
Klubowe barwy Milanu

Wyniki spotkań, terminarz i skład piłkarskiego zespołu A.C. Milan w sezonie 2007/08.

## Osiągnięcia
- Serie A: 5. miejsce
- Puchar Włoch: odpadnięcie w 1/8 finału
- Liga Mistrzów: odpadnięcie w 1/8 finału
- Superpuchar Europy: zwycięstwo
- Klubowe Mistrzostwa Świata: zwycięstwo

## Chronologiczna lista spotkań
| Lp. | Data                 | Rozgrywki          | Kraj       | Przeciwnik         | Gdzie | Wynik     | Bramki                                                                       |
| --- | -------------------- | ------------------ | ---------- | ------------------ | ----- | --------- | ---------------------------------------------------------------------------- |
| 1   | 26 sierpnia 2007     | Serie A            | Włochy     | Genoa CFC          | W     | 3:0 (1:0) | Ambrosini 21', Kaká 44', 45+3'(k)                                            |
| 2   | 31 sierpnia 2007     | Superpuchar Europy | Hiszpania  | Sevilla FC         | N     | 3:1 (0:1) | Inzaghi 65', Jankulovski 62', Kaká 87' – Renato 14'                          |
| 3   | 3 września 2007      | Serie A            | Włochy     | ACF Fiorentina     | S     | 1:1 (1:0) | Kaká 27'(k) – Mutu 56'                                                       |
| 4   | 15 września 2007     | Serie A            | Włochy     | AC Siena           | W     | 1:1 (0:1) | Nesta 90+1' – Maccarone 24'                                                  |
| 5   | 18 września 2007     | Liga Mistrzów      | Portugalia | SL Benfica         | S     | 2:1 (2:0) | Pirlo 9', Inzaghi 24' – Nuno Gomes 90+2'                                     |
| 6   | 22 września 2007     | Serie A            | Włochy     | Parma F.C.         | S     | 1:1 (1:0) | Seedorf 44' – Pisanu 73'                                                     |
| 7   | 26 września 2007     | Serie A            | Włochy     | US Palermo         | W     | 1:2 (1:0) | Seedorf 10' – Diana 73', Miccoli 90+3'                                       |
| 8   | 30 września 2007     | Serie A            | Włochy     | Calcio Catania     | S     | 1:1 (0:1) | Kaká 48'(k) – Martinez 26'                                                   |
| 9   | 3 października 2007  | Liga Mistrzów      | Szkocja    | Celtic F.C.        | W     | 1:2 (0:0) | Kaká 68'(k) – McManus 61', Mc Donald 90'                                     |
| 10  | 7 października 2007  | Serie A            | Włochy     | S.S. Lazio         | W     | 5:1 (2:1) | Ambrosini 16', Kaká 33'(k), 63', Gilardino 71', 80' – Mauri 23'              |
| 11  | 21 października 2007 | Serie A            | Włochy     | Empoli FC          | S     | 0:1 (0:0) | Saudati 55'                                                                  |
| 12  | 24 października 2007 | Liga Mistrzów      | Ukraina    | Szachtar Donieck   | S     | 4:1 (2:0) | Gilardino 6', 14', Seedorf 62', 69' – Lucarelli 51'                          |
| 13  | 28 października 2007 | Serie A            | Włochy     | AS Roma            | S     | 0:1 (0:0) | Vučinić 72'                                                                  |
| 14  | 31 października 2007 | Serie A            | Włochy     | UC Sampdoria       | W     | 5:0 (0:0) | Kaká 47', Gilardino 53', 60', Gourcuff 75', Seedorf 80'                      |
| 15  | 3 listopada 2007     | Serie A            | Włochy     | Torino FC          | S     | 0:0       | -                                                                            |
| 16  | 6 listopada 2007     | Liga Mistrzów      | Ukraina    | Szachtar Donieck   | W     | 3:0 (0:0) | Inzaghi 66', 90', Kaká 72'                                                   |
| 17  | 25 listopada 2007    | Serie A            | Włochy     | Cagliari Calcio    | W     | 2:1 (0:1) | Gilardino 61', Pirlo 86' – Acquafresca 4'                                    |
| 18  | 28 listopada 2007    | Liga Mistrzów      | Portugalia | SL Benfica         | W     | 1:1 (1:1) | Pirlo 15' – Maxi Pereira 20'                                                 |
| 19  | 1 grudnia 2007       | Serie A            | Włochy     | Juventus F.C.      | S     | 0:0       | -                                                                            |
| 20  | 4 grudnia 2007       | Liga Mistrzów      | Szkocja    | Celtic F.C.        | S     | 1:0 (0:0) | Inzaghi 70'                                                                  |
| 21  | 13 grudnia 2007      | Klubowe MŚ         | Japonia    | Urawa Red Diamonds | W     | 1:0 (0:0) | Seedorf 68'                                                                  |
| 22  | 16 grudnia 2007      | Klubowe MŚ         | Argentyna  | Boca Juniors       | N     | 4:2 (1:1) | Inzaghi 21', 71', Nesta 50', Kaká 61' – Palacio 22', Ambrosini 85'(s)        |
| 23  | 20 grudnia 2007      | Puchar Włoch       | Włochy     | Calcio Catania     | S     | 1:2 (0:2) | Paloschi 59' – Spinesi 19', Mascara 26'                                      |
| 24  | 23 grudnia 2007      | Serie A            | Włochy     | Inter Mediolan     | W     | 1:2 (1:1) | Pirlo 18' – Cruz 36', Cambiasso 63'                                          |
| 25  | 13 stycznia 2008     | Serie A            | Włochy     | SSC Napoli         | S     | 5:2 (2:2) | Ronaldo 15', 46', Seedorf 31', Kaká 68', Pato 74' – Sosa 28', Domizzi 31'(k) |
| 26  | 16 stycznia 2008     | Puchar Włoch       | Włochy     | Calcio Catania     | W     | 1:1 (0:1) | Paloschi 68' – Vargas 11'                                                    |
| 27  | 20 stycznia 2008     | Serie A            | Włochy     | Udinese Calcio     | W     | 1:0 (0:0) | Gilardino 90+2'                                                              |
| 28  | 23 stycznia 2008     | Serie A            | Włochy     | Atalanta BC        | W     | 1:2 (1:1) | Gattuso 16' – Langella 42', Tissone 68'                                      |
| 29  | 27 stycznia 2008     | Serie A            | Włochy     | Genoa CFC          | S     | 2:0 (0:0) | Pato 68', 82'                                                                |
| 30  | 30 stycznia 2008     | Serie A            | Włochy     | Reggina Calcio     | W     | 1:0 (1:0) | Gilardino 18'                                                                |
| 31  | 3 lutego 2008        | Serie A            | Włochy     | ACF Fiorentina     | W     | 1:0 (0:0) | Pato 77'                                                                     |
| 32  | 10 lutego 2008       | Serie A            | Włochy     | AC Siena           | S     | 1:0 (0:0) | Paloschi 63'                                                                 |
| 33  | 13 lutego 2008       | Serie A            | Włochy     | Livorno Calcio     | S     | 1:1 (0:0) | Pirlo 61' – Pulzetti 50'                                                     |
| 34  | 16 lutego 2008       | Serie A            | Włochy     | Parma F.C.         | W     | 0:0       | -                                                                            |
| 35  | 20 lutego 2008       | Liga Mistrzów      | Anglia     | Arsenal F.C.       | W     | 0:0       | -                                                                            |
| 36  | 24 lutego 2008       | Serie A            | Włochy     | US Palermo         | S     | 2:1 (1:1) | Ambrosini 25', Inzaghi 90+1' – Bresciano 9'                                  |
| 37  | 27 lutego 2008       | Serie A            | Włochy     | Calcio Catania     | W     | 1:1 (0:0) | Pato 55' – Spinesi 64'                                                       |
| 38  | 1 marca 2008         | Serie A            | Włochy     | S.S. Lazio         | S     | 1:1 (0:0) | Oddo 66'(k) – Bianchi 54'                                                    |
| 39  | 4 marca 2008         | Liga Mistrzów      | Anglia     | Arsenal F.C.       | S     | 0:2 (0:0) | Fabregas 84', Adebayor 90+2'                                                 |
| 40  | 9 marca 2008         | Serie A            | Włochy     | Empoli FC          | W     | 3:1 (1:1) | Pato 18', Ambrosini 86', Kaká 89' – Buscè 23'                                |
| 41  | 15 marca 2008        | Serie A            | Włochy     | AS Roma            | W     | 1:2 (0:0) | Kaká 56 – Giuly 78', Vučinić 81'                                             |
| 42  | 19 marca 2008        | Serie A            | Włochy     | UC Sampdoria       | S     | 1:2 (0:2) | Paloschi 71' – Maggio 12', Delvecchio 25'                                    |
| 43  | 22 marca 2008        | Serie A            | Włochy     | Torino FC          | W     | 1:0 (0:0) | Pato 56'                                                                     |
| 44  | 30 marca 2008        | Serie A            | Włochy     | Atalanta BC        | S     | 1:2 (0:2) | Maldini 84' – Floccari 32', Langella 42'                                     |
| 45  | 5 kwietnia 2008      | Serie A            | Włochy     | Cagliari Calcio    | S     | 3:1 (2:0) | Kaká 8', Inaghi 31', 69' – Conti 49'                                         |
| 46  | 12 kwietnia 2008     | Serie A            | Włochy     | Juventus F.C.      | W     | 2:3 (2:2) | Inzaghi 14', 31' – Del Piero 12', Salihamidžić 45', 87'                      |
| 47  | 20 kwietnia 2008     | Serie A            | Włochy     | Reggina Calcio     | S     | 5:1 (2:1) | Kaká 8'(k), 34'(k), 68', Inzaghi 73', Pato 89'- E. Barreto 40'               |
| 48  | 27 kwietnia 2008     | Serie A            | Włochy     | Livorno Calcio     | W     | 4:1 (1:0) | Inzaghi 23', 51', 59', Seedorf 71' – Knežević 73'                            |
| 49  | 4 maja 2008          | Serie A            | Włochy     | Inter Mediolan     | S     | 2:1 (0:0) | Inzaghi 51', Kaká 56' – Cruz 76'                                             |
| 50  | 11 maja 2008         | Serie A            | Włochy     | SSC Napoli         | W     | 1:3 (0:1) | Seedorf 90+3' – Hamšík 36', Domizzi 69'(k), Garics 90+2'                     |
| 51  | 18 maja 2008         | Serie A            | Włochy     | Udinese Calcio     | S     | 4:1 (0:1) | Pato 48', Inzaghi 59', Cafu 79', Seedorf 88' – Mesto 32'                     |

## Terminarz
| - 26 sierpnia 2007     | Genoa CFC – Milan 0:3       |
| - 3 września 2007      | Milan – ACF Fiorentina 1:1  |
| - 15 września 2007     | Siena – Milan 1:1           |
| - 22 września 2007     | Milan – Parma 1:1           |
| - 26 września 2007     | US Palermo – Milan 2:1      |
| - 30 września 2007     | Milan – Calcio Catania 1:1  |
| - 7 października 2007  | S.S. Lazio – Milan 1:5      |
| - 21 października 2007 | Milan – Empoli FC 0:1       |
| - 28 października 2007 | Milan – AS Roma 0:1         |
| - 31 października 2007 | UC Sampdoria – Milan 0:5    |
| - 3 listopada 2007     | Milan – Torino FC 0:0       |
| - 25 listopada 2007    | Cagliari Calcio – Milan 1:2 |
| - 1 grudnia 2007       | Milan – Juventus F.C. 0:0   |
| - 23 grudnia 2007      | Inter Mediolan – Milan 2:1  |
| - 13 stycznia 2008     | Milan – SSC Napoli 5:2      |
| - 20 stycznia 2008     | Udinese Calcio – Milan 0:1  |
| - 23 stycznia 2008     | Atalanta BC – Milan 2:1     |

| - 27 stycznia 2008 | Milan – Genoa CFC 2:0       |
| - 30 stycznia 2008 | Reggina – Milan 0:1         |
| - 3 lutego 2008    | ACF Fiorentina – Milan 0:1  |
| - 10 lutego 2008   | Milan – Siena 1:0           |
| - 13 lutego 2008   | Milan – Livorno 1:1         |
| - 16 lutego 2008   | Parma – Milan 0:0           |
| - 24 lutego 2008   | Milan – US Palermo 2:1      |
| - 27 lutego 2008   | Calcio Catania – Milan 1:1  |
| - 1 marca 2008     | Milan – S.S. Lazio 1:1      |
| - 9 marca 2008     | Empoli FC – Milan 1:3       |
| - 15 marca 2008    | AS Roma – Milan 2:1         |
| - 19 marca 2008    | Milan – UC Sampdoria 1:2    |
| - 22 marca 2008    | Torino FC – Milan 0:1       |
| - 30 marca 2008    | Milan – Atalanta BC 1:2     |
| - 5 kwietnia 2008  | Milan – Cagliari Calcio 3:1 |
| - 12 kwietnia 2008 | Juventus F.C. – Milan 3:2   |
| - 20 kwietnia 2008 | Milan – Reggina 5:1         |
| - 27 kwietnia 2008 | Livorno – Milan 1:4         |
| - 4 maja 2008      | Milan – Inter Mediolan 2:1  |
| - 11 maja 2008     | SSC Napoli – Milan 3:1      |
| - 18 maja 2008     | Milan – Udinese Calcio 4:1  |

| - 18 września 2007     | Milan – SL Benfica 2:1  |
| - 3 października 2007  | Celtic F.C. – Milan 2:1 |
| - 24 października 2007 | Milan – Szachtar 4:1    |
| - 6 listopada 2007     | Szachtar – Milan 0:3    |
| - 28 listopada 2007    | SL Benfica – Milan 1:1  |
| - 4 grudnia 2007       | Milan – Celtic F.C. 1:0 |
| - 20 lutego 2008       | Arsenal – Milan 0:0     |
| - 4 marca 2008         | Milan – Arsenal 0:2     |

| - 20 grudnia 2007  | Milan – Calcio Catania 1:2 |
| - 16 stycznia 2008 | Calcio Catania – Milan 1:1 |

| - 31 sierpnia 2007 | Milan – Sevilla FC 3:1 |

| - 13 grudnia 2007 | Urawa Reds – Milan 0:1   |
| - 16 grudnia 2007 | Boca Juniors – Milan 2:4 |

## Skład zespołu
| Nr         | Kraj      | Imię i nazwisko (Pseudonim)              | Urodzony | Poprzedni klub |
| ---------- | --------- | ---------------------------------------- | -------- | -------------- |
| Bramkarze  |           |                                          |          |                |
| 1.         | Brazylia  | Nelson de Jesus Silva (Dida)             | 1973     | Corinthians    |
| 16.        | Australia | Zeljko Kalac                             | 1972     | Perugia        |
| 29.        | Włochy    | Valerio Fiori                            | 1969     | Piacenza       |
| Obrońcy    |           |                                          |          |                |
| 2.         | Brazylia  | Marcos Evangelista de Moraes (Cafú)      | 1970     | AS Roma        |
| 3.         | Włochy    | Paolo Maldini (kapitan drużyny)          | 1968     | wychowanek     |
| 4.         | Gruzja    | Kacha Kaladze                            | 1978     | Dynamo Kijów   |
| 13.        | Włochy    | Alessandro Nesta                         | 1976     | S.S. Lazio     |
| 17.        | Chorwacja | Dario Simić                              | 1975     | Inter Mediolan |
| 18.        | Czechy    | Marek Jankulovski                        | 1977     | Udinese Calcio |
| 19.        | Włochy    | Giuseppe Favalli                         | 1972     | Inter Mediolan |
| 25.        | Włochy    | Daniele Bonera                           | 1981     | Parma          |
| 27.        | Brazylia  | Sergio Claudio dos Santos (Serginho)     | 1971     | São Paulo FC   |
| 31.        | Brazylia  | Rodrigo Izecson Dos Santos Leite (Digao) | 1985     | Rimini         |
| 36.        | Włochy    | Matteo Darmian                           | 1989     | wychowanek     |
| 44.        | Włochy    | Massimo Oddo                             | 1976     | S.S. Lazio     |
| Pomocnicy  |           |                                          |          |                |
| 5.         | Brazylia  | Emerson Ferreira da Rosa (Emerson)       | 1976     | Real Madryt    |
| 8.         | Włochy    | Gennaro Ivan Gattuso                     | 1978     | Salernitana    |
| 10.        | Holandia  | Clarence Seedorf                         | 1976     | Inter Mediolan |
| 20.        | Francja   | Yoann Gourcuff                           | 1986     | Stade Rennais  |
| 21.        | Włochy    | Andrea Pirlo                             | 1979     | Brescia        |
| 23.        | Włochy    | Massimo Ambrosini                        | 1977     | Vicenza        |
| 32.        | Włochy    | Cristian Brocchi                         | 1976     | ACF Fiorentina |
| 34.        | Francja   | Ibrahim Ba                               | 1973     | Djurgårdens IF |
| Napastnicy |           |                                          |          |                |
| 9.         | Włochy    | Filippo Inzaghi                          | 1973     | Juventus F.C.  |
| 11.        | Włochy    | Alberto Gilardino                        | 1982     | Parma          |
| 22.        | Brazylia  | Ricardo Izecson dos Santos Leite (Kaká)  | 1982     | São Paulo FC   |
| 94.        | Francja   | Willy Aubameyang                         | 1987     | wychowanek     |
| 99.        | Brazylia  | Ronaldo Luís Nazário de Lima (Ronaldo)   | 1976     | Real Madryt    |

### Transfery w sesji zimowej
Przybyli:
- Ibrahim Ba (z AS Varese 1910)
- Digão (z Rimini Calcio FC)
- Emerson (z Realu Madryt)
- Alexandre Pato[10] (z Internacional Porto Alegre)

Odeszli:
- Alessandro Costacurta (koniec kariery)
- Marco Borriello (do Genoa CFC)
- Leandro Grimi (do AC Siena)
- Ricardo Oliveira (do Realu Saragossa)
- Marco Storari (do Levante Walencja)

## Najlepsi strzelcy
| Poz. | Zawodnik          | Bramki (w tym z rzutów karnych) |
| 1    | Kaká              | 19 (7)                          |
| 2    | Filippo Inzaghi   | 18 (0)                          |
| 3    | Clarence Seedorf  | 10 (0)                          |
| 4    | Alberto Gilardino | 9 (0)                           |
| 4    | Alexandre Pato    | 9 (0)                           |